# Isabella Fabbrica
Isabella Fabbrica (Milan, vers 1802 - Turin, vers 1860) est une contralto d'opéra italienne.

## Biographie
Immédiatement après avoir terminé ses études au conservatoire de Milan, Isabella Fabbrica fait ses débuts en 1822 à la Scala, dans le rôle d'Emerico dans la première d'Adele ed Emerico (it) de Mercadante. L'opéra obtint un bon succès et cela facilite la carrière d'Isabella Fabbrica, qui dans la même année interpréte d'autres premières d'opéras de Donizetti (Chiara e Serafina) et de Mercadante (Amleto (it)).
Après quelques années passées principalement entre Milan et Turin et après avoir abandonné une éventuelle union avec Mercadante, elle épouse le ténor Giovanni Battista Montresor, fils de la contralto Adelaide Malanotte (it).
Après ses débuts à Rome en 1830, elle passe quelques années au Portugal, où elle obtient un succès extraordinaire. Plus tard, Fabbrica chante également à Madrid et à Saint-Pétersbourg, jusqu'en 1850, date à laquelle elle cesse son activité.
Isabella Fabbrica était très célèbre pour ses talents d'actrice et pour sa voix puissante.

## Rôles créés
- Emerico dans Il posto abbandonato, ossia Adele ed Emerico (it) de Mercadante (1822)
- Chiara dans Chiara e Serafina de Donizetti (1822)
- Amleto dans Amleto (it) de Mercadante (1822)
- Giulia dans La Vestale (it) de Pacini (1823)
- Démétrio dans Demetrio (de) de Mayr (1823)
- Alcibiade dans Alcibiade (it) de Cordella (1824)
- Roméo dans Giulietta e Romeo de Vaccai (1825)
- Arturo dans Caterina di Guisa (it) de Coccia (1833)